# 條紋鋸齧脂鯉
條紋鋸齧脂鯉，又名胡椒水虎魚，為锯啮脂鲤属的一個種。分布於南美洲亞馬遜河、奧里諾科河及圭亞那淡水流域，體長可達15公分，棲息在底中層水域，生活習性不明。

## 扩展阅读
維基物種上的相關：條紋鋸齧脂鯉